# Bussang
Bussang – miejscowość i gmina we Francji, w regionie Grand Est, w departamencie Wogezy.
Według danych na rok 1990 gminę zamieszkiwało 1809 osób, a gęstość zaludnienia wynosiła 65 osób/km² (wśród 2335 gmin Lotaryngii Bussang plasuje się na 229. miejscu pod względem liczby ludności, natomiast pod względem powierzchni na miejscu 73.).